# Acanthogorgiidae

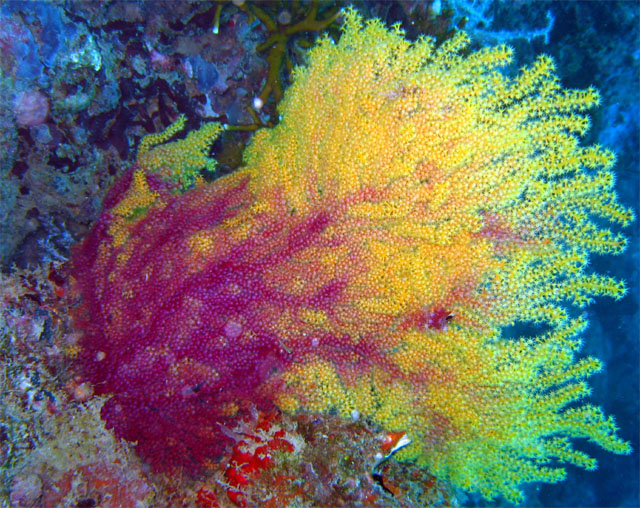
Anthogorgia sp.

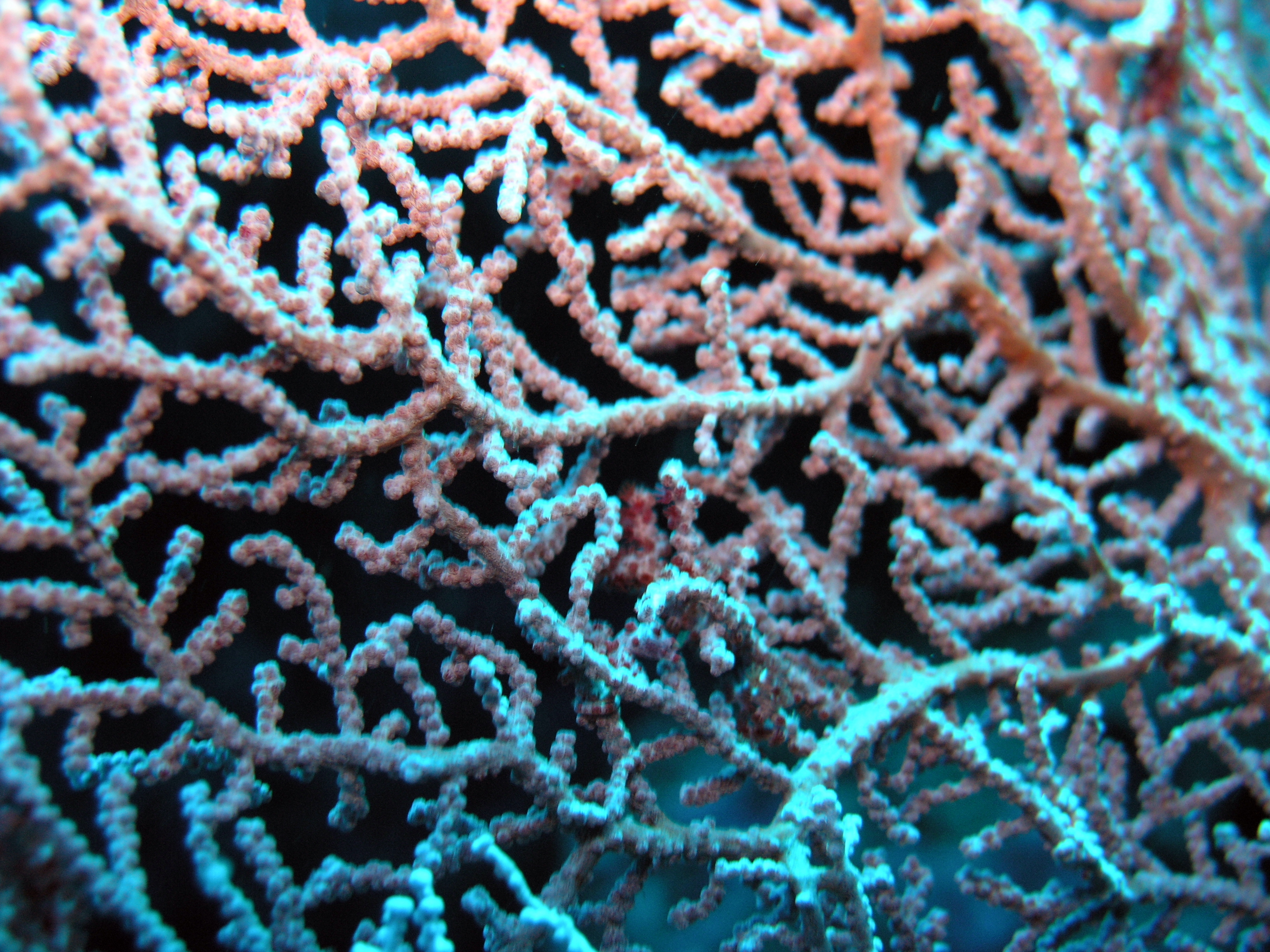
Muricella plectana

Acanthogorgiidae es una familia de gorgonias marinas que pertenecen al suborden Holaxonia, del orden Alcyonacea, dentro de la subclase Octocorallia. 
Enmarcados comúnmente entre los corales blandos, ya que carecen de esqueleto, como los corales duros del orden Scleractinia, por lo que no son corales hermatípicos. Forman colonias de pólipos, de ocho tentáculos, unidos por una masa carnosa de tejido común generado por ellos, llamada cenénquima.
La familia comprende 8 géneros de gorgonias con notables pólipos, no retráctiles, y un eje compuesto de gorgonina, sustancia proteínica con el que conforman su esqueleto, circundante a un núcleo central hueco. 
Diversos análisis filogenéticos moleculares sugieren que la familia no es monofilética, y varios géneros parecen ser parafiléticos con la familia Plexauridae.

## Géneros
El Registro Mundial de Especies Marinas reconoce los siguientes géneros en Acanthogorgiidae:
- Acanthogorgia. Gray, 1857
- Anthogorgia. Verrill, 1868
- Calcigorgia. Broch, 1935
- Calicogorgia. Thomson & Henderson, 1906
- Callicigorgia
- Cyclomuricea. Nutting, 1908
- Muricella. Verrill, 1868
- Versluysia. Nutting, 1910